# Theodor Schwann
Theodor Schwann (7. prosince 1810 Neuss, Prusko – 11. ledna 1882 Kolín nad Rýnem) byl německý fyziolog, histolog a cytolog.
Mezi mnoha jeho příspěvky k biologii patří rozvoj buněčné teorie, objev Schwannových buněk a periferního nervového systému, objev a studium pepsinu, objev organického původu kvasinek a zavedení termínu metabolismus.